# Capocannonieri della Super League (Svizzera)
In questa pagina sono riportati, in ordine cronologico, i calciatori che hanno vinto la classifica dei marcatori dei due campionati di calcio di massimo livello in Svizzera.

## Vincitori della classifica marcatori della massima serie
| Stagione | Nazione                                   | Giocatore               | Squadra                 | Reti |
| -------- | ----------------------------------------- | ----------------------- | ----------------------- | ---- |
| 1897-98  | non conosciuta (bandiera)                 | Sconosciuto             | ?                       | –    |
| 1898-99  | non conosciuta (bandiera)                 | Sconosciuto             | ?                       | –    |
| 1899-00  | non conosciuta (bandiera)                 | Sconosciuto             | ?                       | –    |
| 1900-01  | non conosciuta (bandiera)                 | Sconosciuto             | ?                       | –    |
| 1901-02  | non conosciuta (bandiera)                 | Sconosciuto             | ?                       | –    |
| 1902-03  | non conosciuta (bandiera)                 | Sconosciuto             | ?                       | –    |
| 1903-04  | non conosciuta (bandiera)                 | Sconosciuto             | ?                       | –    |
| 1904-05  | non conosciuta (bandiera)                 | Sconosciuto             | ?                       | –    |
| 1905-06  | non conosciuta (bandiera)                 | Sconosciuto             | ?                       | –    |
| 1906-07  | non conosciuta (bandiera)                 | Sconosciuto             | ?                       | –    |
| 1907-08  | non conosciuta (bandiera)                 | Sconosciuto             | ?                       | –    |
| 1908-09  | non conosciuta (bandiera)                 | Sconosciuto             | ?                       | –    |
| 1909-10  | non conosciuta (bandiera)                 | Sconosciuto             | ?                       | –    |
| 1910-11  | non conosciuta (bandiera)                 | Sconosciuto             | ?                       | –    |
| 1911-12  | non conosciuta (bandiera)                 | Sconosciuto             | ?                       | –    |
| 1912-13  | non conosciuta (bandiera)                 | Sconosciuto             | ?                       | –    |
| 1913-14  | non conosciuta (bandiera)                 | Sconosciuto             | ?                       | –    |
| 1914-15  | non conosciuta (bandiera)                 | Sconosciuto             | ?                       | –    |
| 1915-16  | non conosciuta (bandiera)                 | Sconosciuto             | ?                       | –    |
| 1916-17  | non conosciuta (bandiera)                 | Sconosciuto             | ?                       | –    |
| 1917-18  | non conosciuta (bandiera)                 | Sconosciuto             | ?                       | –    |
| 1918-29  | non conosciuta (bandiera)                 | Sconosciuto             | ?                       | –    |
| 1919-20  | non conosciuta (bandiera)                 | Sconosciuto             | ?                       | –    |
| 1920-21  | non conosciuta (bandiera)                 | Sconosciuto             | ?                       | –    |
| 1921-22  | non conosciuta (bandiera)                 | Sconosciuto             | ?                       | –    |
| 1922-23  | non conosciuta (bandiera)                 | Sconosciuto             | ?                       | –    |
| 1923-24  | non conosciuta (bandiera)                 | Sconosciuto             | ?                       | –    |
| 1924-25  | non conosciuta (bandiera)                 | Sconosciuto             | ?                       | —    |
| 1925-26  | non conosciuta (bandiera)                 | Sconosciuto             | ?                       | —    |
| 1926-27  | non conosciuta (bandiera)                 | Sconosciuto             | ?                       | —    |
| 1927-28  | non conosciuta (bandiera)                 | Sconosciuto             | ?                       | —    |
| 1928-29  | non conosciuta (bandiera)                 | Sconosciuto             | ?                       | —    |
| 1929-30  | non conosciuta (bandiera)                 | Sconosciuto             | ?                       | —    |
| 1930-31  | non conosciuta (bandiera)                 | Sconosciuto             | ?                       | —    |
| 1931-32  | non conosciuta (bandiera)                 | Sconosciuto             | ?                       | —    |
| 1932-33  | non conosciuta (bandiera)                 | Sconosciuto             | ?                       | —    |
| 1933-34  | Svizzera (bandiera)                       | Leopold Kielholz        | Servette                | 40   |
| 1934-35  | Svizzera (bandiera)                       | Engelbert Bösch         | Berna                   | 27   |
| 1935-36  | Svizzera (bandiera)                       | Willy Jäggi             | Losanna                 | 30   |
| 1936-37  | Svizzera (bandiera)                       | Alessandro Frigerio     | Young Fellows           | 23   |
| 1937-38  | Svizzera (bandiera)                       | Numa Monnard            | Basilea                 | 20   |
| 1938-39  | Svizzera (bandiera)                       | Josef Artimovics        | Grenchen                | 15   |
| 1939-40  | Svizzera (bandiera)                       | Georges Aeby            | Servette                | 22   |
| 1940-41  | Svizzera (bandiera)                       | Alessandro Frigerio     | Lugano                  | 26   |
| 1941-42  | Svizzera (bandiera)                       | Alessandro Frigerio     | Lugano                  | 23   |
| 1942-43  | Svizzera (bandiera)                       | Lauro Amadò             | Grasshoppers            | 31   |
| 1943-44  | Svizzera (bandiera)                       | Erich Andres            | Young Fellows           | 23   |
| 1944-45  | Svizzera (bandiera)                       | Hans-Peter Friedländer  | Grasshoppers            | 26   |
| 1945-46  | Svizzera (bandiera)                       | Hans-Peter Friedländer  | Grasshoppers            | 25   |
| 1946-47  | Svizzera (bandiera) · Svizzera (bandiera) | Lauro Amadò Hans Blaser | Grasshoppers Young Boys | 19   |
| 1947-48  | Svizzera (bandiera)                       | Josef Righetti          | Grenchen                | 26   |
| 1948-49  | Svizzera (bandiera)                       | Jacques Fatton          | Servette                | 21   |
| 1949-50  | Svizzera (bandiera)                       | Jacques Fatton          | Servette                | 32   |
| 1950-51  | Svizzera (bandiera)                       | Hans-Peter Friedländer  | Losanna                 | 22   |
| 1951-52  | Svizzera (bandiera)                       | Josef Hügi              | Basilea                 | 24   |
| 1952-53  | Svizzera (bandiera) · Svizzera (bandiera) | Josef Hügi Eugen Meier  | Basilea Young Boys      | 32   |
| 1953-54  | Svizzera (bandiera)                       | Josef Hügi              | Basilea                 | 29   |
| 1954-55  | Svizzera (bandiera)                       | Marcel Mauron           | La Chaux-de-Fonds       | 30   |
| 1955-56  | Jugoslavia (bandiera)                     | Branislav Vukosalijević | Grasshoppers            | 32   |
| 1956-57  | Svizzera (bandiera)                       | Adrien Kauer            | La Chaux-de-Fonds       | 29   |
| 1957-58  | Svizzera (bandiera)                       | Ernst Wechselberger     | Young Boys              | 22   |
| 1958-59  | Svizzera (bandiera)                       | Eugen Meier             | Young Boys              | 24   |
| 1959-60  | Svizzera (bandiera)                       | Willy Schneider         | Young Boys              | 25   |
| 1960-61  | Svizzera (bandiera)                       | Giuliano Robbiani       | Grasshoppers            | 27   |
| 1961-62  | Svizzera (bandiera)                       | Jacques Fatton          | Servette                | 25   |
| 1962-63  | Svizzera (bandiera)                       | Peter von Burg          | Zurigo                  | 24   |
| 1963-64  | Svizzera (bandiera)                       | Michel Desbiolles       | Servette                | 23   |

| Stagione | Nazione                                                           | Giocatore                                     | Squadra                      | Reti |
| -------- | ----------------------------------------------------------------- | --------------------------------------------- | ---------------------------- | ---- |
| 1964-65  | Paesi Bassi (bandiera) · Svizzera (bandiera)                      | Pierre Kerkhoffs Rolf Blättler                | Losanna Grasshoppers         | 19   |
| 1965-66  | Svizzera (bandiera)                                               | Rolf Blättler                                 | Grasshoppers                 | 28   |
| 1966-67  | Svizzera (bandiera) · Svizzera (bandiera)                         | Fritz Künzli Rolf Blättler                    | Zurigo Grasshoppers          | 24   |
| 1967-68  | Svizzera (bandiera)                                               | Fritz Künzli                                  | Zurigo                       | 28   |
| 1968-69  | Germania (bandiera)                                               | Hans-Otto Peters                              | Bienne                       | 24   |
| 1969-70  | Svizzera (bandiera)                                               | Fritz Künzli                                  | Zurigo                       | 19   |
| 1970-71  | Svizzera (bandiera)                                               | Walter Müller                                 | Young Boys                   | 19   |
| 1971-72  | Svizzera (bandiera) · Germania (bandiera)                         | Herbert Dimmeler Bernd Dörfel                 | Winterthur Servette          | 17   |
| 1972-73  | Svezia (bandiera) · Germania (bandiera)                           | Ove Grahn Ottmar Hitzfeld                     | Losanna Basilea              | 18   |
| 1973-74  | Svizzera (bandiera)                                               | Daniel Jeandupeux                             | Zurigo                       | 22   |
| 1974-75  | Jugoslavia (bandiera)                                             | Ilija Katić                                   | Zurigo                       | 23   |
| 1975-76  | Svizzera (bandiera)                                               | Peter Risi                                    | Zurigo                       | 33   |
| 1976-77  | Italia (bandiera)                                                 | Franco Cucinotta                              | Zurigo                       | 28   |
| 1977-78  | Svizzera (bandiera)                                               | Fritz Künzli                                  | Losanna                      | 21   |
| 1978-79  | Svizzera (bandiera)                                               | Peter Risi                                    | Zurigo                       | 16   |
| 1979-80  | Svizzera (bandiera)                                               | Claudio Sulser                                | Grasshoppers                 | 25   |
| 1980-81  | Svizzera (bandiera)                                               | Peter Risi                                    | Lucerna                      | 18   |
| 1981-82  | Svizzera (bandiera)                                               | Claudio Sulser                                | Grasshoppers                 | 22   |
| 1982-83  | Svizzera (bandiera)                                               | Jean-Paul Brigger                             | Servette                     | 23   |
| 1983-84  | Svizzera (bandiera)                                               | Georges Bregy                                 | Sion                         | 21   |
| 1984-85  | Svizzera (bandiera)                                               | Dominique Cina                                | Sion                         | 24   |
| 1985-86  | Danimarca (bandiera)                                              | Steen Thychosen                               | Losanna                      | 21   |
| 1986-87  | Danimarca (bandiera)                                              | John Eriksen                                  | Servette                     | 28   |
| 1987-88  | Danimarca (bandiera)                                              | John Eriksen                                  | Servette                     | 16   |
| 1988-89  | Germania (bandiera)                                               | Karl-Heinz Rummenigge                         | Servette                     | 18   |
| 1989-90  | Cile (bandiera)                                                   | Iván Zamorano                                 | San Gallo                    | 23   |
| 1990-91  | Svizzera (bandiera)                                               | Dario Zuffi                                   | Young Boys                   | 17   |
| 1991-92  | Danimarca (bandiera)                                              | Miklos Molnar                                 | Servette                     | 18   |
| 1992-93  | Bulgaria (bandiera)                                               | Petăr Aleksandrov                             | Aarau                        | 20   |
| 1993-94  | Brasile (bandiera)                                                | Giovane Élber                                 | Grasshoppers                 | 21   |
| 1994-95  | Bulgaria (bandiera)                                               | Petăr Aleksandrov                             | Neuchâtel Xamax              | 24   |
| 1995-96  | Romania (bandiera)                                                | Viorel Moldovan                               | Neuchâtel Xamax              | 19   |
| 1996-97  | Romania (bandiera)                                                | Viorel Moldovan                               | Grasshoppers                 | 27   |
| 1997-98  | RD del Congo (bandiera)                                           | Shabani Nonda                                 | Zurigo                       | 24   |
| 1998-99  | Svizzera (bandiera)                                               | Alexandre Rey                                 | Servette                     | 19   |
| 1999-00  | Ghana (bandiera)                                                  | Charles Amoah                                 | San Gallo                    | 26   |
| 2000-01  | Argentina (bandiera) · Svizzera (bandiera)                        | Christian Giménez Stéphane Chapuisat          | Lugano Grasshoppers          | 21   |
| 2001-02  | Argentina (bandiera) · Uruguay (bandiera)                         | Christian Giménez Richard Núñez               | Lugano, Basilea Grasshoppers | 28   |
| 2002-03  | Uruguay (bandiera)                                                | Richard Núñez                                 | Grasshoppers                 | 27   |
| 2003-04  | Svizzera (bandiera)                                               | Stéphane Chapuisat                            | Young Boys                   | 24   |
| 2004-05  | Argentina (bandiera)                                              | Christian Giménez                             | Basilea                      | 27   |
| 2005-06  | Guinea (bandiera)                                                 | Alhassane Keita                               | Zurigo                       | 20   |
| 2006-07  | Croazia (bandiera)                                                | Mladen Petrić                                 | Basilea                      | 19   |
| 2007-08  | Svizzera (bandiera)                                               | Hakan Yakın                                   | Young Boys                   | 24   |
| 2008-09  | Costa d'Avorio (bandiera)                                         | Seydou Doumbia                                | Young Boys                   | 20   |
| 2009-10  | Costa d'Avorio (bandiera)                                         | Seydou Doumbia                                | Young Boys                   | 30   |
| 2010-11  | Svizzera (bandiera)                                               | Alexander Frei                                | Basilea                      | 27   |
| 2011-12  | Svizzera (bandiera)                                               | Alexander Frei                                | Basilea                      | 24   |
| 2012-13  | Argentina (bandiera)                                              | Ezequiel Óscar Scarione                       | San Gallo                    | 21   |
| 2013-14  | Albania (bandiera)                                                | Shkelzen Gashi (4 rig.)                       | Grasshoppers                 | 19   |
| 2014-15  | Albania (bandiera)                                                | Shkelzen Gashi (1 rig.)                       | Basilea                      | 22   |
| 2015-16  | Israele (bandiera)                                                | Munas Dabbur (4 rig.)                         | Grasshoppers                 | 19   |
| 2016-17  | Costa d'Avorio (bandiera)                                         | Seydou Doumbia (1 rig.)                       | Basilea                      | 24   |
| 2017-18  | Svizzera (bandiera)                                               | Albian Ajeti                                  | San Gallo, Basilea           | 17   |
| 2018-19  | Francia (bandiera)                                                | Guillaume Hoarau (3 rig.)                     | Young Boys                   | 24   |
| 2019-20  | Camerun (bandiera)                                                | Jean-Pierre Nsame (3 rig.)                    | Young Boys                   | 32   |
| 2020-21  | Camerun (bandiera)                                                | Jean-Pierre Nsame (5 rig.)                    | Young Boys                   | 19   |
| 2021-22  | Stati Uniti (bandiera)                                            | Jordan Siebatcheu (5 rig.)                    | Young Boys                   | 22   |
| 2022-23  | Camerun (bandiera)                                                | Jean-Pierre Nsame (2 rig.)                    | Young Boys                   | 21   |
| 2023-24  | RD del Congo (bandiera) · Slovenia (bandiera) · Spagna (bandiera) | Chadrac Akolo Žan Celar (2 rig.) Kevin Carlos | San Gallo Lugano Yverdon     | 14   |

## Statistiche sulla massima serie
Per 36 campionati i capocannonieri sono ignoti.

### Vincitori classifica marcatori per squadra
- 18:  Grasshoppers
- 16:  Young Boys
- 13:  Basilea,  Servette
- 11:  Zurigo
- 8:  Losanna
- 5:  Lugano,  San Gallo
- 2:  La Chaux-de-Fonds,  Grenchen,  Neuchâtel Xamax,  Young Fellows
- 1:  Aarau,  Berna,  Bienne,  Winterthur,  Yverdon

### Vincitori classifica marcatori per nazione
- 57:  Svizzera
- 4:  Argentina,  Danimarca,   Germania,
- 3:  Camerun,  Costa d'Avorio
- 2:  Albania,  Bulgaria,  Jugoslavia,   Romania,  Uruguay
- 1:  Brasile,  Cile,  Croazia,  Francia,  Ghana,   Guinea,  Israele,  Italia,  Paesi Bassi,  Repubblica Democratica del Congo,  Slovenia,  Spagna,  Stati Uniti,  Svezia

## Pluricapocannonieri
In grassetto i giocatori ancora in attività nel massimo campionato svizzero:
- 4 volte:

 Fritz Künzli ( Zurigo,  Losanna)
- 3 volte:

 Jean-Pierre Nsame ( Young Boys)
 Alessandro Frigerio ( Young Fellows,  Lugano)
 Hans-Peter Friedländer ( Grasshoppers,  Losanna)
 Josef Hügi ( Basilea)
 Jacques Fatton ( Servette)
 Rolf Blättler ( Grasshoppers)
 Seydou Doumbia ( Young Boys,  Basilea)
 Christian Giménez ( Lugano,  Basilea)
 Peter Risi ( Zurigo,  Lucerna)
- 2 volte:

 Stéphane Chapuisat ( Grasshoppers, ( Young Boys)
 Lauro Amadò ( Grasshoppers)
 Eugen Meier ( Young Boys)
 Claudio Sulser ( Grasshoppers)
 John Eriksen ( Servette)
 Petăr Aleksandrov ( Aarau,  Neuchâtel Xamax)
 Viorel Moldovan ( Neuchâtel Xamax,  Grasshoppers)
 Richard Núñez ( Grasshoppers)
 Alexander Frei ( Basilea)
 Shkelzen Gashi ( Grasshoppers,  Basilea)